# Gilles Adrien
Pour les articles homonymes, voir Adrien.
Gilles Adrien est un scénariste et réalisateur français né le 7 février 1951 à Oran et mort le 24 novembre 2017 à Paris 15e,,. Il a commencé comme scénariste de Bandes Dessinées dans Hara-Kiri Hebdo, Métal Hurlant, puis dans nombre de séries d'animation pour la télévision (Moi Renart, Albert le cinquième mousquetaire, Le Magicien, Kaput et Zöski) 

## Filmographie
Comme scénariste
- 1981 : Le Bunker de la dernière rafale de Marc Caro et Jean-Pierre Jeunet
- 1991 : Delicatessen de Marc Caro et Jean-Pierre Jeunet
- 1992 : Évasion (TV) de Jacek Gasiorowski
- 1995 : Le Chien noir de lui-même
- 1995 : La Cité des enfants perdus de Marc Caro et Jean-Pierre Jeunet
- 1998 : L'Honneur de ma famille (TV) de Rachid Bouchareb
- 2000 : Rue Oberkampf (TV) de lui-même
- 2004 : Les Femmes géantes de lui-même
- 2007 : La Reine Soleil de Philippe Leclerc

Comme réalisateur
- 1995 : Le Chien noir (court-métrage)
- 2000 : Rue Oberkampf (TV)
- 2003 :  Le Horla (court-métrage)
- 2004 : Les Femmes géantes (court-métrage)

## Récompense
- César du meilleur scénario original ou adaptation pour Delicatessen avec Marc Caro et Jean-Pierre Jeunet.